# Wiesław Błach
Wiesław Błach (Opole, 25 de marzo de 1962) es un deportista polaco que compitió en judo. Ganó una medalla en el Campeonato Mundial de Judo de 1985, y tres medallas en el Campeonato Europeo de Judo entre los años 1986 y 1990.
Participó en dos Juegos Olímpicos de Verano en los años 1988 y 1992, su mejor actuación fue un séptimo puesto logrado en Barcelona 1992 en la categoría de –71 kg.

## Palmarés internacional
| Campeonato Mundial | Campeonato Mundial    | Campeonato Mundial | Campeonato Mundial |
| Año                | Lugar                 | Medalla            | Categoría          |
| ------------------ | --------------------- | ------------------ | ------------------ |
| 1985               | Seúl (Corea del Sur)  | Medalla de bronce  | –71 kg             |
| Campeonato Europeo |                       |                    |                    |
| Año                | Lugar                 | Medalla            | Categoría          |
| 1986               | Belgrado (Yugoslavia) | Medalla de bronce  | –71 kg             |
| 1987               | París (Francia)       | Medalla de oro     | –71 kg             |
| 1990               | Fráncfort (RFA)       | Medalla de bronce  | –71 kg             |